# ویلیام هورنبک
ویلیام هورنبک (انگلیسی: William Hornbeck؛ ‏ زاده ۲۳ اوت ۱۹۰۱ – درگذشته ۱۹ اکتبر ۱۹۸۳) یک تدوین‌گر اهل ایالات متحده آمریکا بود.

## بخشی از فیلمشناسی
- ناگهان تابستان گذشته (۱۹۵۹)
- می‌خواهم زنده بمانم! (۱۹۵۸)
- آمریکایی آرام (۱۹۵۸)
- غول (۱۹۵۶)
- کنتس پابرهنه (۱۹۵۴ )
- شین (۱۹۵۳)
- مکانی در آفتاب (۱۹۵۱ برنده جایزه اسکار بهترین تدوین)
- سوارکاری در اوج (۱۹۵۰)
- وارثه (۱۹۴۹)
- چه زندگی شگفت‌انگیزی (۱۹۴۶)
- کتاب جنگل (۱۹۴۲)
- لیدیه (۱۹۴۱)
- آن خانم همیلتون (۱۹۴۱)
- چهار پر (۱۹۳۹)
- رامبرانت (۱۹۳۶)